# Daniel Langhamer
Daniel Langhamer (* 20. března 2003 Praha) je český profesionální fotbalista, který hraje na pozici středního či ofensivního záložníka za český klub FK Mladá Boleslav a za český národní tým do 21 let.

## Klubová kariéra

### Slavia Praha
Langhamer je odchovancem pražské Slavie. Na začátku sezóny 2020/21 nastoupil mládežnický reprezentant do několika utkání v třetiligové rezervě.

### Mladá Boleslav
V září 2020 přestoupil Langhamer do Mladé Boleslavi. V A-týmu debutoval 8. října v utkání třetího kola MOL Cupu proti Chrudimi. 23. prosince si odbyl také svůj prvoligový debut, a to při prohře 2:3 se Slováckem. Ve zbytku sezóny neodehrál Langhamer další utkání.
V létě 2021 odešel na půlroční hostování do druholigové Příbrami. V týmu během podzimní části sezóny pravidelně nastupoval, dohromady odehrál 17 soutěžních utkání, branku však nevstřelil. V zimní přestávce se Langhamer vrátil do Mladé Boleslavi a následně hrál za třetiligovou rezervu. V A-týmu nastoupil do dvou utkání, místo v základní sestavě si však nevybojoval.
Před začátkem sezóny 2022/23 odešel Langhamer na další půlroční hostování, tentokráte do Vlašimi. V druholigovém týmu pravidelně nastupoval v základní sestavě a 13. srpna 2022 vstřelil svou první branku v kariéře při prohře 1:2 s Líšní. V podzimní části sezóny nastoupil do 18 soutěžních zápasů a vstřelil tři branky. V únoru 2023 se přesunul na hostování do Příbrami, která po polovině sezóny byla na první příčce v druhé lize. Langhamer nastoupil do 15 zápasů, s Příbramí ale nedokázal po prohrané baráži s Pardubicemi postoupit do nejvyšší soutěže.
V létě 2023 zamířil Langhamer na hostování do druholigové Chrudimi. Na pozici ofensivního záložníka patřil v průběhu celé sezóny během klíčové hráče týmu, osmi brankami v 31 soutěžních zápasech pomohl Chrudimi ke konečné 5. příčce ve Fortuna:Národní lize.
Po povedené sezóně zahájil Langhamer v létě 2024 přípravu s Mladou Boleslaví. 25. července 2024 debutoval v pohárové Evropě, když nastoupil do utkání druhého předkola Konferenční ligy proti FK TransINVEST. Pod trenérem Davidem Holoubkem začal pravidelně nastupovat v české nejvyšší soutěži. O místo v týmu nepřišel ani po příchodu švédského trenéra Andrease Brännströma a 29. srpna asistencí pomohl k výhře 3:0 v odvetném utkání čtvrtého předkola Konferenční ligy proti maďarskému Paksi a k historickému postupu Mladé Boleslavi do ligové fáze soutěže.

## Reprezentační kariéra
Od roku 2018 nastupuje Langhamer také v dresu českých mládežnických reprezentacích.